# 골프왕
《골프왕》은 TV조선에서 방영 중인 예능 텔레비전 프로그램이다.

## 시즌 1 출연자
- 김미현
- 김국진
- 장민호
- 이동국
- 양세형
- 이상우

## 시즌 2 출연자
- 김미현
- 김국진
- 장민호
- 양세형
- 허재
- 민호 (샤이니)

## 시즌 3 출연자
- 김미현
- 김국진
- 장민호
- 윤태영
- 양세형
- 김지석

## 시즌 4 출연자
- 김국진
- 장민호
- 양세형
- 박진이
- 조충현
- 박선영
- 윤성빈